# Phare de Nayatt Point
Le phare de Nayatt Point (en anglais : Nayatt Point Light) est un phare inactif situé à Warwick dans le Comté de Bristol (État de Rhode Island).
Il est inscrit au Registre national des lieux historiques depuis le 25 février 1988 . et déclaré National Historic Landmark le 15 juin 2001.
Nayatt Point (ceb)

## Histoire
Le 23 mai 1828, le Congrès des États-Unis alloua 3 500 dollars pour la construction d'un phare marquant le passage étroit entre Nayatt Point (ceb) et un haut-fond s'étendant de Conimicut Point. Obligé par la loi à accepter l'offre la plus basse pour le projet, le gouvernement était contraint de conclure le contrat avec William Halloway et Westgate Watson pour la construction, quelles que soient les qualifications des entrepreneurs. Cette obligation a été confirmée par le Département du Trésor des États-Unis, confirmant l'autorisation de conclure le contrat avec Halloway et Watson. La tour fut mal construite et il était difficile pour les gardiens de phare. Il fut équipé d'une lentille de Fresnel de quatrième ordre provenant d'un bateau-phare.
Il fut désactivé en 1828. C'est maintenant une résidence privée.

## Description
Le phare  est une tour quadrangulaire en brique avec une galerie et une lanterne de 7,5 m de haut, attachée à une maison de gardien. La tour est peinte en blanc et la lanterne est noire avec un toit rouge. Il émet une lumière continue rouge.
Identifiant : ARLHS : USA-532 .

### Lien connexe
- Liste des phares au Rhode Island